# Olympische Winterspiele 2014/Teilnehmer (Simbabwe)
| Gelbes Symbol für Goldmedaillen mit stilisierten Olympischen Ringen | Graues Symbol für Silbermedaillen mit stilisierten Olympischen Ringen | Braundes Symbol für Bronzemedaillen mit stilisierten Olympischen Ringen |
| ------------------------------------------------------------------- | --------------------------------------------------------------------- | ----------------------------------------------------------------------- |
| —                                                                   | —                                                                     | —                                                                       |

Simbabwe nahm an den Olympischen Winterspielen 2014 in Sotschi mit einem Athleten in der Sportart Ski Alpin teil. Es war die erste Teilnahme Simbabwes an Olympischen Winterspielen.

## Sportarten

### Ski Alpin
| Männer - Luke Steyn - Riesenslalom (57.) |